# Mechanik (film)
Mechanik (ve španělském originále El Maquinista) je španělský filmový thriller z roku 2004. Režisérem filmu je Brad Anderson. Hlavní role ve filmu ztvárnili Christian Bale, Jennifer Jason Leigh, John Sharion, Aitana Sánchez-Gijón a Michael Ironside.

## Obsazení
| Christian Bale         | Trevor Reznik |
| Jennifer Jason Leigh   | Stevie        |
| John Sharian           | Ivan          |
| Aitana Sánchez-Gijón   | Maria         |
| Michael Ironside       | Miller        |
| Lawrence Gilliard, Jr. | Jackson       |
| Reg E. Cathey          | Jones         |
| Anna Masseyová         | paní Shrike   |